# Dumbo (film, 2019)
Pour les articles homonymes, voir Dumbo (homonymie).
Ne doit pas être confondu avec Dumbo (film, 1941).
Pour plus de détails, voir Fiche technique et Distribution.
Dumbo est un film fantastique américain réalisé par Tim Burton, sorti en 2019. Il s'agit d'une adaptation en prise de vues réelles du long métrage d'animation Dumbo des studios Disney sorti en 1941, lui-même basé sur l'histoire écrite par Helen Aberson et illustrée par Harold Pearl, parue en 1939.

## Synopsis
1919, dans le Missouri. Holt Farrier, ancien cavalier de cirque, amputé d'un bras, revient au cirque Medici Brothers, dirigé par Max Medici, après la Première Guerre mondiale. Pendant son absence, le cirque a fait faillite, et Max s'est vu obligé de vendre les chevaux du cirque après le départ de Holt et la mort de la femme de ce dernier, Annie, de la grippe espagnole. Holt se voit alors attribué le poste de gardien des éléphants du cirque, et en particulier d'une femelle éléphant d'Asie, Madame Jumbo, qui attend un petit.
La nuit tombée, Madame Jumbo donne ainsi naissance à son éléphanteau, Baby Jumbo, avec des oreilles exceptionnellement grandes. Max ordonne à Holt de lui cacher les oreilles avant que l'éléphanteau ne soit révélé au public le lendemain. Cependant, l'éléphanteau dévoile accidentellement ses oreilles pendant sa première représentation, à Joplin. La foule se moque de lui en lui donnant le surnom de « Dumbo » et en hurlant que c'est une arnaque (« dumb » signifiant stupide en anglais), tout en lui jetant des cacahuètes et autres objets. Madame Jumbo est horrifiée par ce qui arrive à son petit. Elle débarque sur la piste pour le sauver et se met en colère. Elle détruit le chapiteau et tue un gardien, Rufus, qui était particulièrement violent avec les éléphants du cirque.
Pour éviter davantage de problèmes avec le public et la presse, Max se voit contraint de vendre Madame Jumbo. Les enfants de Holt, Joe et Milly, réconfortent Dumbo et découvrent qu'il a la capacité de voler en faisant battre ses oreilles. Ils découvrent aussi que ce sont les plumes qui donnent à Dumbo la volonté de voler. Millie compare cette plume à un pendentif avec une clef que sa mère lui a léguée, lui disant qu'avec cette clef, elle pouvait ouvrir les portes de la vie.
Dans une autre représentation, Dumbo joue le rôle d'un clown pompier qui éteint un feu grâce à de l'eau qui sort de sa trompe. Cependant, la représentation tourne mal et Dumbo se retrouve sur une plateforme élevée au milieu d'énormes flammes. Milly, courageuse, risque sa vie pour aller donner une plume à Dumbo, ce qui lui donne la confiance de voler. Le public est abasourdi en voyant Dumbo voler et son talent se répand.
V. A. Vandevere, riche propriétaire d'un parc d'attractions nommé Dreamland, propose à Max une collaboration : Max deviendrait alors le partenaire de V. A. Vandevere et la troupe du Medici Brothers serait employée pour travailler à Dreamland. Il demande également à ce que Dumbo vole avec Colette Marchant, « la Reine des Étoiles », une trapéziste française.
La première performance de Colette et Dumbo tourne mal lorsque Colette risque de tomber de la plateforme et quand Dumbo barrit de détresse dès qu'il remarque qu'il n'y a pas de filet de sécurité comme aux répétitions. Dumbo entend le barrissement de sa mère en retour et découvre que sa mère est quelque part dans le cirque. Il s'envole du chapiteau et va la rejoindre.
Craignant que Madame Jumbo ne ruine sa réputation en déconcentrant Dumbo, V. A. Vandevere ordonne qu'elle soit emmenée hors du parc et tuée. Il licencie également toute la troupe de Max Medici. Quand Holt et le reste de la troupe apprennent que Vandevere a l'intention de tuer la mère de Dumbo, ils élaborent un plan pour la libérer, ainsi que Dumbo. Les différents artistes du cirque utilisent leurs talents pour libérer Madame Jumbo de sa cage, tandis que Holt et Colette aident Dumbo à voler hors du chapiteau. Vandevere tente de les arrêter, mais sa rage et son incompétence déclenchent un feu dans le parc. Ce feu est causé par des courts-circuits du système électrique de Dreamland.
Alors que Dumbo s'apprête à s'envoler pour sauver Joe et Milly, il hésite : sa plume a brûlé. Milly lui dit alors qu'il n'en a pas besoin pour voler et que ce talent est en lui, et le démontre en jetant la clef de sa mère dans le feu. Dumbo prend de l'assurance et sauve alors Holt et sa famille du feu qui détruit totalement Dreamland. Holt, Colette, les enfants et la troupe emmènent Dumbo et sa mère à un port, où ils embarquent sur un bateau qui les emmène en Asie, leur terre natale. Il est implicitement dit que V. A. Vandevere a été arrêté pour incendie volontaire, bien qu'il s'agisse d'un accident. Le cirque Medici Brothers est rouvert et prend le nom de Medici Familly Circus. Dans ce cirque, les animaux ne sont plus utilisés et sont remplacés par des artistes, Colette rejoint la troupe et Milly, qui a toujours été passionnée de science, a maintenant un petit chapiteau où elle montre ses inventions.
Dans la forêt vierge de Bombay en Inde, Dumbo et sa mère retrouvent une horde d'éléphants d'Asie. Ceux-ci acclament les nouveaux arrivants avec ferveur. Une nouvelle vie commence désormais pour les deux éléphants auprès des leurs, dans une nature riche, verdoyante et totalement préservée de la présence de l'être humain.

## Fiche technique
Sauf indication contraire, les informations mentionnées dans cette section peuvent être confirmées par la base de données cinématographiques IMDb,  présente dans la section « Liens externes ».
- Titre original et français : Dumbo
- Réalisation : Tim Burton
- Scénario : Ehren Kruger, d'après le scénario de Dumbo d'Otto Englander, Joe Grant et Dick Huemer et d'après Dumbo créé par Helen Aberson et Harold Pearl
- Direction artistique : John Bush
- Décors : Andrew Bennett et Oli van der Vijver
- Costumes : Colleen Atwood
- Casting : Susie Figgis
- Photographie : Ben Davis
- Montage : Chris Lebenzon
- Musique : Danny Elfman
- Production : Justin Springer, Ehren Kruger, Derek Frey et Katterli Frauenfelder
- Société de production : Walt Disney Pictures ; Tim Burton Productions (coproduction)
- Société de distribution : Walt Disney Studios Motion Pictures International
- Budget : 170 millions de dollars
- Pays d'origine :  États-Unis
- Langue originale : anglais
- Format : couleur - 1.85:1 - son Dolby Atmos DTS
- Genre : fantastique, aventure
- Durée : 112 minutes
- Dates de sortie :  
  - Belgique, France : 27 mars 2019
  - États-Unis : 29 mars 2019

## Distribution
- Colin Farrell (VF : Boris Rehlinger ; VQ : Martin Watier) : Holt Farrier
- Eva Green (VF : Julie Cavanna ; VQ : Marika Lhoumeau) : Colette Marchant, la trapéziste française
- Michael Keaton (VF : Bernard Lanneau ; VQ : Daniel Picard) : V. A. Vandevere
- Danny DeVito (VF : Philippe Peythieu ; VQ : Manuel Tadros) : Max Medici, le propriétaire du cirque
- Alan Arkin (VF : Patrick Messe ; VQ : Jean-Marie Moncelet) : J. Griffin Remington, le banquier
- Nico Parker (VF : Jaynelia Coadou ; VQ : Fanny-Maude Roy) : Milly Farrier, la fille d'Holt
- Finley Hobbins (VF : Aloïs Agaësse-Mahieu ; VQ : Mathéo Piccinin-Savard) : Joe Farrier, le fils d'Holt
- Lars Eidinger (VF : Jochen Haegele ; VQ : Jean-Jacques Lamothe) : Brugelbecker
- Joseph Gatt (VF : Laurent Maurel ; VQ : Frédéric Paquet) : Neils Skellig
- Douglas Reith (VF : Éric Legrand ; VQ : Jean-François Blanchard) : Sotheby
- Sharon Rooney (VF : Élodie Menant ; VQ : Annie Girard) : Miss Atlantis
- Roshan Seth (VF : Kamal Kant Panwar ; VQ : Jacques Lavallée) : Pramesh Singh
- DeObia Oparei (VF : Frantz Confiac ; VQ : Fayolle Jean Jr.) : Rongo
- Miguel Munoz Segura (VF : Emmanuel Garijo ; VQ : Yves Soutière) : Ivan le Magnifique
- Zenaida Alcalde (VF : Ethel Houbiers ; VQ : Nathalie Coupal) : Catherine
- Sandy Martin (VF : Cathy Cerdà) : Verna
- Michael Buffer (VF : Pierre-François Pistorio ; VQ : Antoine Durand) : Baritone Bates
- Phil Zimmerman (VF : Laurent Natrella ; VQ : Martin Desgagné) : 	Rufus Sorghum

version française réalisée par Dubbing Brothers, sous la direction artistique de Jean-Philippe Puymartin et Claude Lombard avec une adaptation des dialogues de Houria Belhadji.
 Source et légende : version française (VF) sur RS Doublage et selon le carton du doublage français cinématographique.
Version québécoise sur Doublage.qc.ca

## Production

### Genèse et développement
En juillet 2014, la presse mentionne la préparation d'un remake par Walt Disney Pictures en prise de vues réelles du long-métrage d'animation Dumbo de Ben Sharpsteen, sorti en 1941. Le scénariste Ehren Kruger est confirmé pour écrire le script. Quelques mois plus tard, en mars 2015, le réalisateur Tim Burton est annoncé pour réaliser cette nouvelle adaptation.

### Attribution des rôles

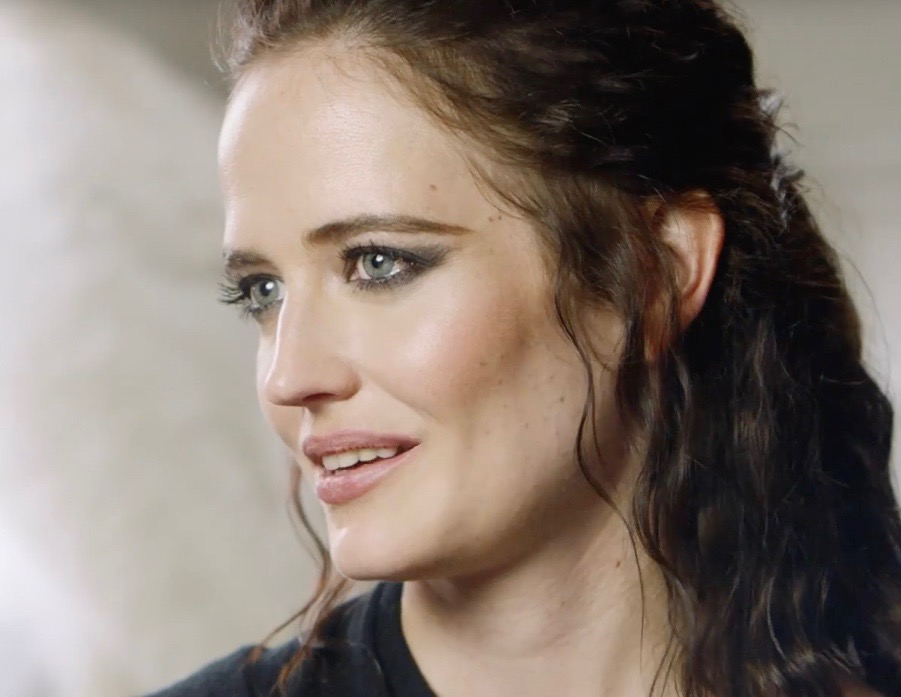
L'actrice Eva Green retrouve Tim Burton une troisième fois.

En janvier 2017, Will Smith est en négociations pour jouer le père de famille qui se prend d'affection pour le petit éléphant Dumbo après l'avoir vu dans un cirque. En raison d'un emploi du temps surchargé, il abandonne le rôle. Chris Pine et Casey Affleck sont alors approchés pour incarner le veuf, père de deux enfants, avant que Colin Farrell ne soit finalement confirmé pour l'incarner.
Il est aussitôt rejoint par trois acteurs fétiches de Burton. Eva Green, la nouvelle muse du cinéaste, est annoncée dans le rôle d'une trapéziste du cirque où est détenu Dumbo. Il s'agit de sa troisième collaboration avec le réalisateur, après Dark Shadows et Miss Peregrine et les Enfants particuliers. Quant à Danny DeVito, vu dans Batman : Le Défi, Mars Attacks! et Big Fish, il incarnera le propriétaire du cirque, un rôle similaire à celui qu'il tenait déjà dans Big Fish.
Après Beetlejuice (1988) et le diptyque Batman / Batman : Le Défi (1989-1992), Michael Keaton fait également son grand retour dans l'univers de Tim Burton, cette fois-ci dans le rôle d'un homme d'affaires cynique et méchant intéressé par le rachat du cirque et surtout par Dumbo. Un rôle initialement convoité par Tom Hanks.

### Tournage
Le tournage du film a débuté en juillet 2017 en Angleterre.

### Bande originale
La musique du film est composée par Danny Elfman, fidèle collaborateur de Tim Burton. Ses compositions rendent hommage au travail de Frank Churchill et Oliver Wallace pour le film Dumbo de 1941. On retrouve ainsi des versions intrumentales de Casey Junior, When I See an Elephant Fly et Pink Elephants on Parade.
La chanteuse norvégienne Aurora reprend la chanson du film de 1941 Baby Mine pour la bande-annonce mais sa version n'est pas dans le film où elle est interprétée par Sharon Rooney. De plus, Arcade Fire interprète une autre version de Baby Mine dans le générique de fin,. Cette version sort en single le 11 mars 2019.

## Accueil

### Sorties cinéma et Vidéos
Le 7 mars 2019, selon les premières estimations le film Dumbo devrait rapporter 58 millions d'USD lors de son week-end de sortie. Dumbo est sortie aux États-Unis le 29 mars 2019, en 2D, 3D et IMAX 3D. Quant à la France, le film est sorti plus tôt, le 27 mars 2019. Le 31 mars 2019, le film débute avec des recettes de 45 millions d'USD pour son weekend de sortie aux États-Unis, recettes inférieures aux attentes de 50 millions à comparer au budget de production estimé à 170 millions d'USD,.
Le film sort en DVD, Blu-ray et VOD le 23 août 2019 édité par Disney.

### Accueil critique
Le film cumule plus d'un millions de spectateurs en france lors de sa sortie. 
Sur le site agrégateur de critiques Rotten Tomatoes, le film obtient un score de 47 % sur la base de 352 critiques. Sur Metacritic, il obtient un score de 51 sur 100 sur la base de 52 critiques. Sur Allociné, il obtient un score de 3,8/5 sur la base de 33 critiques.
Première est conquis « sa version 2019 des aventures de l’éléphant volant n’a jamais été aussi burtonienne, visuellement, émotionnellement et symphoniquement » et Télérama aussi « On retrouve le grand Tim Burton, poétique et ironique ».

### Box-office
| Pays ou région        | Box-office        | Date d'arrêt du box-office | Nombre de semaines |
| --------------------- | ----------------- | -------------------------- | ------------------ |
| États-Unis Canada     | 114 766 307 $     | 8 août 2019                | 19                 |
| France                | 2 394 304 entrées | 13 août 2019               | 20                 |
| Allemagne             | 714 055 entrées   | 26 juin 2019               | 13                 |
| Italie                | 2 003 791 entrées | 26 juin 2019               | 13                 |
| Espagne               | 2 451 004 entrées | 26 juin 2019               | 13                 |
| Total hors États-Unis | 238 518 314 $     | 18 août 2019               | 20                 |
| Total mondial         | 353 284 621 $     | 18 août 2019               | 20                 |